# 석천중학교 (경기)
석천중학교(石川中學校)는 대한민국 경기도 부천시 원미구 상동에 있는 공립 중학교이다.

## 학교 연혁
- 2002년 3월 1일 : 개교, 5학급 인가
- 2002년 3월 1일 : 초대 채주인 교장 취임
- 2002년 3월 5일 : 입학식(121명)
- 2003년 2월 14일 : 제1회 졸업식(84명)
- 2022년 9월 1일 : 제9대 오금연 교장 취임
- 2024년 1월 5일 : 제22회 졸업식(총 졸업생 수 9,660명)
- 2024년 3월 4일 : 입학식(349명)

## 참고 자료
- 석천중학교 - 한국교육학술정보원 학교알리미